# Chile International 2015
Die Chile International 2015 im Badminton fanden vom 30. April bis zum 3. Mai 2015 in Temuco statt.

## Sieger und Platzierte
| Disziplin    | Gold                           | Silber                         | Bronze                                     |
| ------------ | ------------------------------ | ------------------------------ | ------------------------------------------ |
| Herreneinzel | Osleni Guerrero                | Ramazan Öztürk                 | Ygor Coelho                                |
| Herreneinzel | Osleni Guerrero                | Ramazan Öztürk                 | Milan Ludík                                |
| Dameneinzel  | Laura Sárosi                   | Lohaynny Vicente               | Kader İnal                                 |
| Dameneinzel  | Laura Sárosi                   | Lohaynny Vicente               | Ebru Tunalı                                |
| Herrendoppel | Job Castillo Lino Muñoz        | Jonathan Solís Rodolfo Ramírez | Mohmed Misbun Misbun Shawal Ridzwan Rahmat |
| Herrendoppel | Job Castillo Lino Muñoz        | Jonathan Solís Rodolfo Ramírez | Ygor Coelho Alex Tjong                     |
| Damendoppel  | Lohaynny Vicente Luana Vicente | Paula Pereira Fabiana Silva    | Daniela Macías Dánica Nishimura            |
| Damendoppel  | Lohaynny Vicente Luana Vicente | Paula Pereira Fabiana Silva    | Katherine Winder Luz María Zornoza         |
| Mixed        | Mario Cuba Katherine Winder    | Alex Tjong Lohaynny Vicente    | Andrés Corpancho Luz María Zornoza         |
| Mixed        | Mario Cuba Katherine Winder    | Alex Tjong Lohaynny Vicente    | Martín del Valle Daniela Macías            |